# Fonts baptismaux de Trédias
Les fonts baptismaux de l'église Saint-Pierre à Trédias, une commune du département des Côtes-d'Armor dans la région Bretagne en France, datent du XVIe siècle. Les fonts baptismaux en granite sont classés monuments historiques au titre d'objet depuis le 3 décembre 1965.